# 丹东腾跃足球俱乐部
丹东腾跃足球俱乐部，简称丹东腾跃，曾名丹东瀚通足球俱乐部，一家位于丹东的足球俱乐部，成立于1999年，创始人为解文强，现征战于中乙联赛。俱乐部拥有青少年七级梯队，包括U16队、U15队、U14队、U13队、U12队、U11队、U10队，并建有瀚通青训中心。

## 历史
1999年，于丹东成立。2018年，获得辽宁省冬季业余足球冠军赛亚军，中国足球协会会员协会冠军联赛北一区四强，辽宁省足球运动协会超级联赛冠军。2019年，获得辽宁省足球运动协会超级联赛冠军，中国足球冠军联赛第11名，队史第一次参加中国足协杯。2020年，获得辽宁省足球运动协会超级联赛冠军，之后又获得2020赛季中冠联赛第9名，最终经递补升入中乙联赛。2021年3月15日，更名丹东腾跃足球俱乐部。2021年，在中乙联赛中获得第20名。2024年2月1日改名丹東市騰躍足球俱樂部，但最終未能進入2024年賽季職業聯賽准入俱樂部名單。

## 荣誉
- 2018年辽宁省足球运动协会超级联赛冠军
- 2019年辽宁省足球运动协会超级联赛冠军
- 2020年辽宁省足球运动协会超级联赛冠军

## 历任主教练
1. 权龙骏，2019年10月至2021年6月。
2. 徐晖，2021年7月至今。